# Stamford Hill
Stamford Hill er et område i den nordlige del af Hackney i London. Området har en af de største grupper af hasidiske jøder i Europa.

## Historie
Stamford Hill ligger over Stoke Newington, hvor den romerske vej Ermine Street krydser vejen fra Clopton til Hackney. Udviklingen af området begyndte omkring år 1800, og i løbet af det næste århundrede blev der rejst mange eksklusive boliger der. London Road blev et vigtigt kommercielt center for den voksende befolkning. Der blev oprettet togforbindelse, og omkring 1880 blev der også lavet forbindelse mellem sporvognslinierne fra nord-London og Hackney-sporvognene, så Stamford Hill blev et vigtigt knudepunkt.
51°34′14″N 0°04′22″V / 51.5705°N 0.0727°V